# Karácsfai összecsapás
A karácsfai összecsapás egyike a nyugat-magyarországi felkelés utolsó harcainak 1922. július 19-én, amit Karácsfa mellett vívott a Rongyos Gárda az osztrák csendőrséggel, Németújvár közelében. A rongyosok vezér nélkül kellett, hogy küzdjenek ebben a harcban, parancsnokukat Apáthy László századost ugyanis korábban a magyar hatóságok letartóztatták.
Prónay Pál 1922-ban újabb felkelést akart Nyugat-Magyarországon, mert részben nem volt elégedett az előző évi felkelés eredményeivel (a Lajtabánság megszűnt, bár Sopron megmaradt Magyarországon), ugyanakkor szembe akart szállni a Bethlen István-féle kormányzattal is. Emiatt várható volt, hogy a magyar kormány is a felkelés ellen fog fellépni.
Az új akcióra három csoport szerveződött, de igen hamar elkezdődtek a lefegyverzések is, amit a magyar csendőrség és rendőrség folytatott. Körmend mellett Apáthy László vezetésével szerveződött egy felkelő erő 1922 nyarán, amelynek kb. 100 tagja volt. Július 14-én Nagycsákányba (ma Csákánydoroszló) fegyvereket hozatott vonattal, ám Iváncon a csendőrség megállította és jogtalan toborzás címén őrizetbe vette.
Apáthy emberei megpróbáltak elmenekülni a csendőrök elől és előbb Kondorfára igyekeztek. Július 19-én Lovászad mellett lépett úgy 38 ember Burgenland területére és tűzharcba keveredtek az osztrák csendőrséggel. Ezt követően visszavonultak magyar területre és megadták magukat a magyar csendőröknek. Apáthy később a fogságban öngyilkos lett.

## Külső hivatkozások
- Békés Márton: A FEGYVERES REVÍZIÓ ÚTJA NYUGAT-MAGYARORSZÁGON (Vasi Szemle)